# Preceptório de Poling

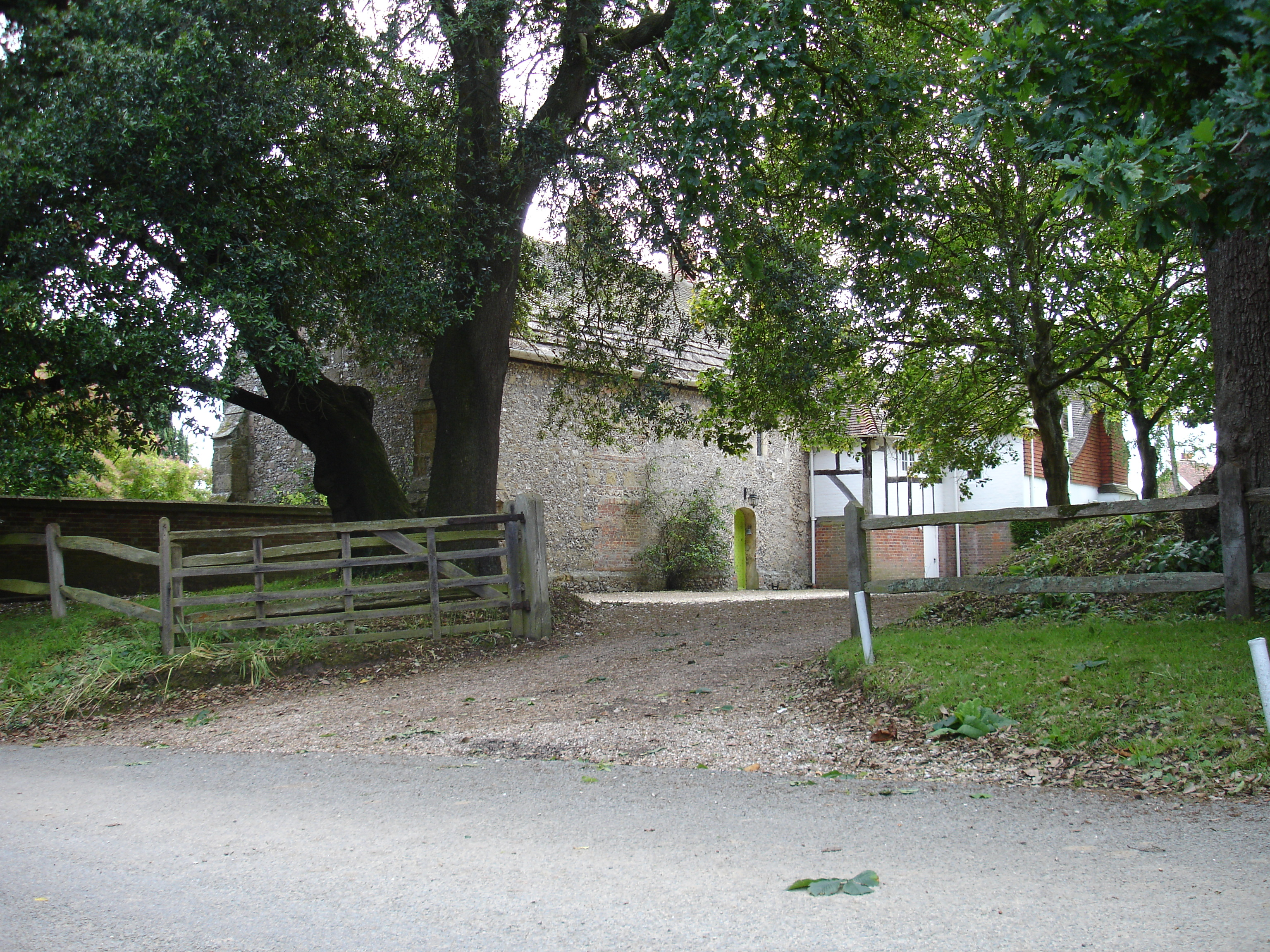
Preceptório de Poling

O Preceptório de Poling foi um priorado em West Sussex, Inglaterra. É um edifício listado como Grau I.